# José Eduardo (político)
José Eduardo de Andrade Vieira GOMM (Tomazina, 30 de dezembro de 1938 – Londrina, 1 de fevereiro de 2015) foi um pecuarista, banqueiro e político brasileiro filiado ao Partido Trabalhista Brasileiro. Foi Senador da República e Ministro.

## Biografia
Membro da família Andrade Vieira (proprietária do banco Bamerindus), é filho de Maria José de Andrade Vieira e Avelino Antônio Vieira (fundador do banco), e foi o último presidente do banco fundado por seu pai, antes da incorporação pelo HSBC.
Foi senador pelo Paraná pelo PTB e ministro da Indústria, do Comércio e do Turismo, de 19 de outubro de 1992 a 23 de dezembro de 1993 e cumulativamente ministro da Agricultura, Abastecimento e Reforma Agrária de 1 de setembro de 1993 a 13 de outubro de 1993.
Voltou a ser ministro da Agricultura sob Fernando Henrique Cardoso, de 1 de janeiro de 1995 a 2 de maio de 1996. Em março de 1995, Vieira foi admitido por FHC à Ordem do Mérito Militar no grau de Grande-Oficial especial.
Em 1992, tornou-se sócio do Grupo Folha Comunicações (donos do Jornal Folha de Londrina e o portal O Bonde), sendo que, em 1999, assumiu a superintendência do jornal.
Fundou no município de Arapoti a Inpacel Indústria Ltda, indústria de papel e celulose, que mais tarde foi comprada pela Stora Enso.
Foi também presidente do PTB.
Era irmão da empresária e escritora Maria Christina de Andrade Vieira e de Tomás Edison de Andrade Vieira. Foi casado por 24 anos com Tânia de Sousa, da qual se separou. Teve sete filhos.
Faleceu no dia 1 de fevereiro de 2015, na cidade de Londrina, em decorrência de uma parada cardiorrespiratória.

## Prêmios e honrarias
- Comenda de São Gregório Magno da Santa Sé.[3]
- Medalha do Mérito Judiciário.[3]
- Diploma de Gratidão do Proálcool e da Sopral (1983).[3]
- Cidadão Honorário de Arapoti-PR;[3]
- Cidadão Honorário do Estado do Rio de Janeiro (1985);[3]
- Cidadão Honorário de Ponta Grossa (1986);[3]
- Cidadão Honorário da Cidade de Colombo/PR (1988);[3]
- Cidadão Honorário de Jacarezinho-PR,[3]
- Cidadão Honorário de Maringá,[3]
- Cidadão Honorário de Niterói (1989);[3]
- Cidadão Honorário de Campo Grande,[3]
- Cidadão Honorário de Curitiba,[3]
- Cidadão Honorário de Londrina;[3]
- Cidadão Honorário de Siqueira Campos (1990)[3]
- Cidadão Benemérito de sua cidade natal, Tomasina (1989);[3]
- Diploma de Sócio Benemérito do Futebol do Paraná (1985);[3]
- "o Bom samaritano" do Hospital Adventista de Pênfico, Campo Grande-MS (1988);[3]
- Líder Empresarial Nacional pela "Gazeta Mercantil" (1989).[3]
- Líder Empresarial Regional (1989);[3]
- II Prêmio Personalidade - Líderes de Finanças, do Jornal "Indústria e Comércio" de Curitiba (1989).[3]
- "O Homem de Vendas do Ano" pela Associação dos Dirigentes de Vendas e Marketing do Brasil - ADVB" (1989).[3]
- Sócio Benemérito da Associação Comercial e Industrial de São José do Rio Preto - SP (1989).[3]
- Certificado de Reconhecimento Público de Gratidão da União dos Municípios Energéticos (1989).[3]
- "Os notáveis do Ano de 1990" pelo "Jornal do Comércio" do Rio de Janeiro.[3]
- "Prêmio Cidade de Curitiba" na área empresarial bancária (1990).[3]
- Líder Empresarial Nacional (1990).[3]
- Comendador da Ordem de "São Gregório Magno da Santa Sé", concedida pelo Papa João Paulo II, Roma (1990).[3]
- Medalha do Tribunal Superior do Trabalho no Grau de Comendador (1990).[3]
- "Prêmio Cidade de Brasília" (1991).[3]
- Certificado por serviços prestados à cidade e à indústria paranaense da Federação das Industrias do Estado do Paraná (1991).[3]
- Líder Empresarial (1991/92).[3]
- Líder Empresarial Regional Sul (1991).[3]
- Grã-cruz da Ordem de San Carlos do Ministério das Relações Exteriores da Colômbia (1994).[3]
- Ordem Mérito Militar no Grau de Grande Oficial do Ministério do Exército (1995).[6]
- Medalha da Inconfidência concedida pelo Governo de Minas Gerais (1995).[3]
- Medalha do Mérito Judiciário.[3]